# Charles William Mitchell

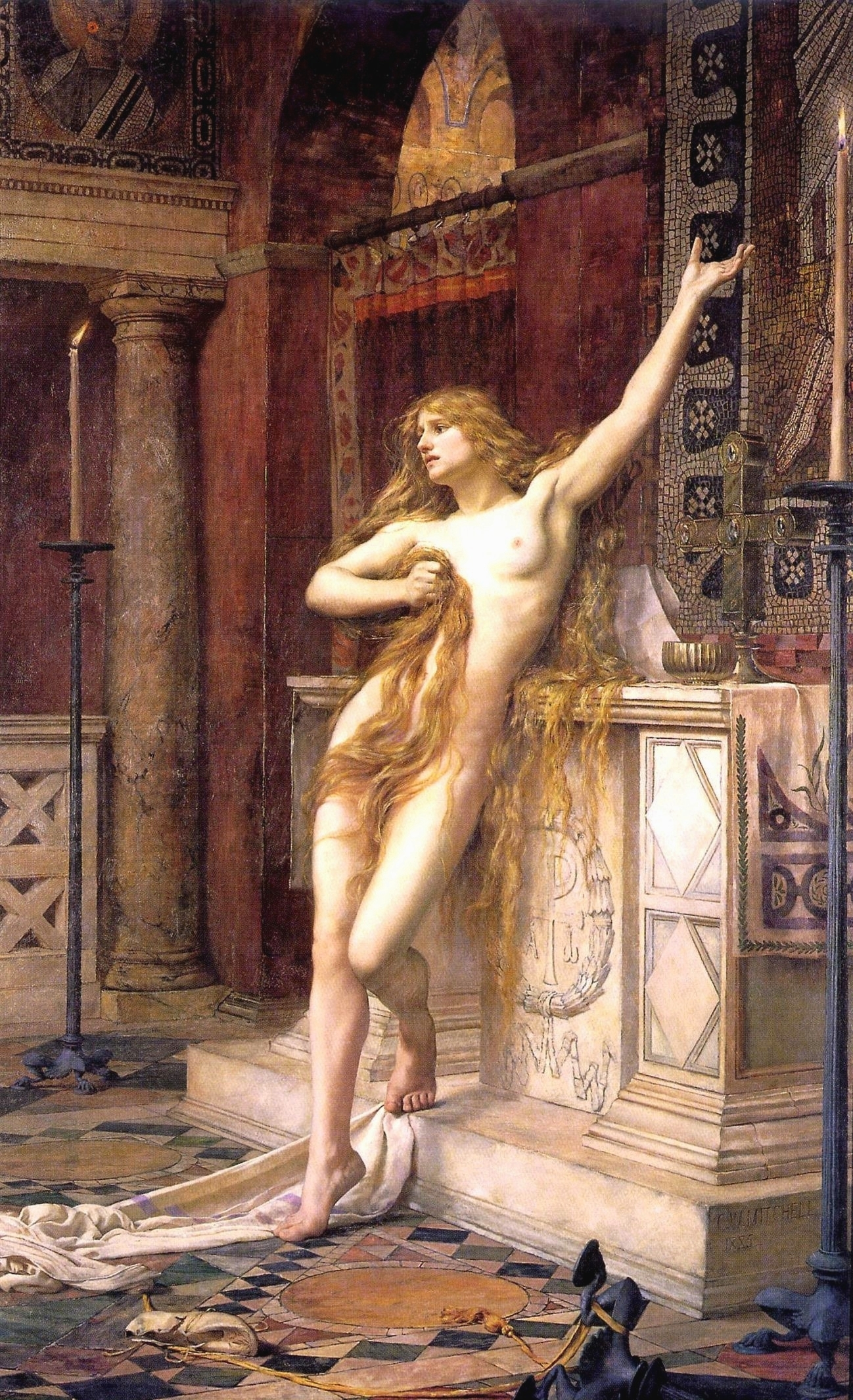
Hypatia por Charles William Mitchell (1885).

Charles William Mitchell fue un pintor académico cercano a la Hermandad Prerrafaelita, inglés de Newcastle, nacido en 1854 y fallecido en 1903. Contemporáneo de John William Waterhouse, su trabajo es similar en muchos aspectos. 
Su único trabajo famoso fue Hypatia, mostrado en 1885, y probablemente inspirado por la novela de Charles Kingsley, "Hypatia or New Foes with an Old Face". Esta obra se encuentra en el Laing Art Gallery. 
- Datos: Q1066469
- Multimedia: Charles William Mitchell / Q1066469